# Otmuchów
Otmuchów là một thị trấn thuộc huyện Nyski, tỉnh Opolskie ở nam Ba Lan. Thị trấn có diện tích 28 km². Đến ngày 1 tháng 1 năm 2011, dân số của thị trấn là 5052 người và mật độ 182 người/km².